# Ecdyonurus
Ecdyonurus is een geslacht van haften (Ephemeroptera) uit de familie Heptageniidae.

## Soorten
Het geslacht Ecdyonurus omvat de volgende soorten:
- Ecdyonurus alpinus
- Ecdyonurus androsianus
- Ecdyonurus angelieri
- Ecdyonurus asiaeminoris
- Ecdyonurus aurantiacus
- Ecdyonurus austriacus
- Ecdyonurus autumnalis
- Ecdyonurus baeticus
- Ecdyonurus bajkovae
- Ecdyonurus belfiorei
- Ecdyonurus bellieri
- Ecdyonurus bellus
- Ecdyonurus bimaculatus
- Ecdyonurus carpathicus
- Ecdyonurus codinai
- Ecdyonurus corsicus
- Ecdyonurus cortensis
- Ecdyonurus criddlei
- Ecdyonurus dispar
- Ecdyonurus eatoni
- Ecdyonurus epeorides
- Ecdyonurus flavus
- Ecdyonurus forcipula
- Ecdyonurus fractus
- Ecdyonurus fragilis
- Ecdyonurus graecus
- Ecdyonurus helveticus
- Ecdyonurus ifranensis
- Ecdyonurus insignis
- Ecdyonurus klugei
- Ecdyonurus krueperi
- Ecdyonurus macani
- Ecdyonurus moreae
- Ecdyonurus muelleri
- Ecdyonurus naraensis
- Ecdyonurus nigrescens
- Ecdyonurus olgae
- Ecdyonurus ornatipennis
- Ecdyonurus pallidus
- Ecdyonurus parahelveticus
- Ecdyonurus picteti
- Ecdyonurus puma
- Ecdyonurus rizuni
- Ecdyonurus rothschildi
- Ecdyonurus rubrofasciatus
- Ecdyonurus ruffii
- Ecdyonurus russevi
- Ecdyonurus silvaegabretae
- Ecdyonurus simplicioides
- Ecdyonurus siveci
- Ecdyonurus solus
- Ecdyonurus starmachi
- Ecdyonurus subalpinus
- Ecdyonurus submontanus
- Ecdyonurus taipokauensis
- Ecdyonurus tonkinensis
- Ecdyonurus torrentis
- Ecdyonurus venosus
- Ecdyonurus vicinus
- Ecdyonurus vitoshensis
- Ecdyonurus zelleri